# Atriplex gmelinii
Atriplex gmelinii là loài thực vật có hoa thuộc họ Dền. Loài này được C.A.Mey. ex Bong. mô tả khoa học đầu tiên năm 1833.